# توکیو بی آر تی
توکیو بی آر تی (انگلیسی: Tokyo BRT) یک شرکت اتوبوس در داخل اتوبوس کیسی (گروه کیسی) است که در ۸ ژوئیه ۲۰۱۹ تأسیس شد. وسایل نقلیه توکیو بی آر تی در ساختمانی که متعلق به توکیو بی آر تی است و در شینوومه، کوتو-کو، توکیو قرار دارد، پارک شده‌اند. آنها دو پایگاه دارند: دفتر اوکوتو و شینونومه-بارن. هر دو همگام با اتوبوس کیسی استفاده می‌شوند.